# Аугустин, Йосеф
Йосеф Аугустин (чеш. Josef Augustin; род. 18 мая 1942) — чехословацкий и чешский шахматист, международный мастер (1976).
Чемпион Чехословакии 1965 г. Серебряный призёр чемпионата Чехословакии 1976 г. Бронзовый призёр чемпионата Чехословакии 1975 г. (чемпионат был проведен в формате открытого турнира, Аугустин занял 9-е место и был 3-м среди чехословацких шахматистов).
В составе сборной Чехословакии участник шахматной олимпиады 1968 г., командного чемпионата Европы 1977 г., командных чемпионатов мира среди студентов 1960, 1961 и 1963 гг.
Бронзовый призёр турнира дружественных армий 1965 г.

## Изменения рейтинга
| Графики недоступны из-за технических проблем. См. информацию на Фабрикаторе и на mediawiki.org. |